# Coercitività

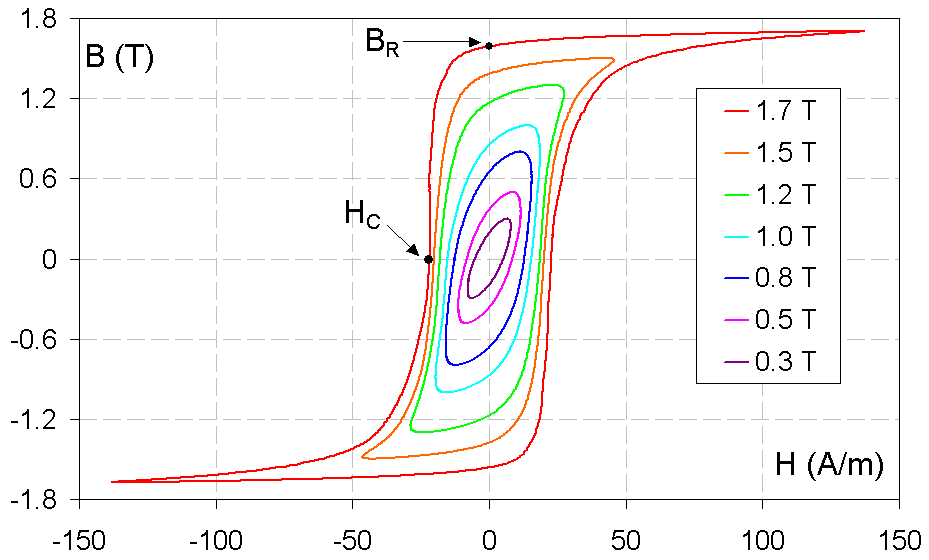
Esempio di cicli di isteresi con indicazione della coercitività Hc e del campo di rimanenza Br.

Nell'ambito della scienza dei materiali la coercitività o coercività è l'intensità del campo magnetico inverso che è necessario applicare a un materiale per annullare la sua magnetizzazione dopo che questa ha raggiunto il suo valore di saturazione. La coercitività, solitamente indicata con Hc, si misura quindi in A/m nel sistema SI o in oersted nel sistema cgs.
La coercitività è una misura della propensione di un materiale ferromagnetico a invertire la propria magnetizzazione.

## Isteresi
L'isteresi è la caratteristica di un sistema di reagire in ritardo alle sollecitazioni applicate e in dipendenza dello stato precedente.
I materiali ferromagnetici sono caratterizzati da un'induzione magnetica non esprimibile come funzione del campo magnetico. La relazione in un materiale isotropo essendo scalare dal momento che i campi assumono la medesima direzione (ma non necessariamente lo stesso verso), è rappresentabile su un piano in cui avviene un ciclo di isteresi.

## Misura della coercitività
| Materiali                                                           | Campo coercitivo H (A/m);                                                                               |
| ------------------------------------------------------------------- | --- |
| Supermalloy                                                         | 0,16.                                                                                                   |
| Permalloy                                                           | 0,8 (PDF). URL consultato il 15 novembre 2017 (archiviato dall'url originale il 15 febbraio 2012).– 80. |
| limatura di 0,9995% ferro                                           | 4.– 37600.                                                                                              |
| Ferro-silicio                                                       | 32–70.                                                                                                  |
| ferro crudo                                                         | 160. (1896)                                                                                             |
| 0,99% nichel                                                        | 56.–2,3x104                                                                                             |
| Ferrite: ZnxFeNi1-xO3                                               | 1200–1,6x104                                                                                            |
| >0,99% cobalto                                                      | 800.– 7,2x104.                                                                                          |
| Alnico                                                              | 5x104 (PDF).– 1.6x105.                                                                                  |
| Cromo, cobalto, platino materiale per memorizzare nei dischi rigidi | 1,4x105                                                                                                 |
| Magneti al neodimio: (Neodimio Ferro Boro)                          | 8x105.– 106 (archiviato dall'url originale l'11 febbraio 2015).                                         |
| Ferro-Platino, Fe48Pt52                                             | 106 |
| Magneti al samario, cobalto                                         | 3,3x106                                                                                                 |

Tutte le proprietà magnetiche fondamentali di un materiale ferromagnetico possono essere lette sul ciclo d'isteresi, un grafico che riporta in ascissa il campo magnetico esterno e in ordinata l'induzione magnetica. Il valore di coercitività di un determinato materiale corrisponde al valore che assume l'induzione magnetica nei punti d'intersezione del ciclo di isteresi con l'asse delle ascisse, ovvero a magnetizzazione nulla.
Un materiale ad alta coercitività è detto magneticamente duro (in inglese hard magnetic material) in quanto si oppone all'inversione della magnetizzazione e tende a essere polarizzato in modo costante con un asse magnetico nord-sud fisso; questo genere di materiale si presta pertanto a essere impiegato come magnete permanente. Un materiale a bassa coercitività invece è detto magneticamente molle (in inglese soft magnetic material) ed è ideale per applicazioni elettriche a bassa frequenza quali i nuclei dei trasformatori, oppure per componenti che operano con segnali ad alta frequenza.